# Sladování

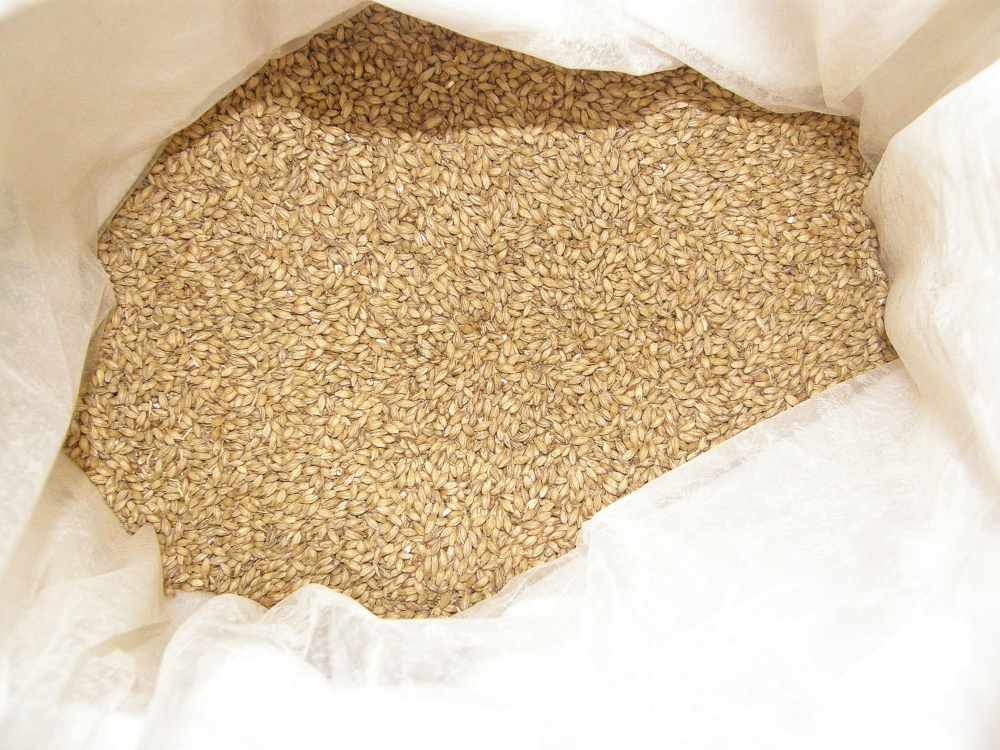
Zrno ječmene připravené pro výrobu sladu

Sladování je výroba sladu pro pivovarnictví a sladovnictví je obor, který se jí zabývá. Výroba probíhá v závodě zvaném sladovna a pracovníci, kteří se jí věnují, jsou nazýváni sladovníci.

## Příprava sladu
Ječmen je namočen do vody a za dodržování vhodné vlhkosti a teploty a za přístupu vzduchu dochází k jeho klíčení. Semeno je během toho vyživováno endospermem. Cílem je nahromadění dostatečného množství cukrotvorného enzymu amylázy. Zrno procesem klíčení křehne a růst kořínků a klíčků se přeruší ve stádiu zralosti surového sladu, který vyhovuje potřebám vaření piva.